# Ramón Cilla
Francisco Ramón Cilla y Pérez (Cáceres, 1859-Salamanca, 1937) fue un dibujante e ilustrador español especializado en caricaturas.

## Biografía
Nació en la ciudad extremeña de Cáceres el 24 de abril de 1859. Ramón Cilla fue un prolífico artista que hizo sus estudios en la Escuela de Bellas Artes de Madrid. Uno de los pioneros de las tiras cómicas en España, publicó sus ilustraciones en revistas tanto de Madrid como de Barcelona, entre las que se encontraban Pisto, Gedeón, Silencio, La Semana Cómica, Barcelona Cómica, Madrid Cómico, Blanco y Negro, La Gran Vía, Los Madriles, La Caricatura y El Cencerro.
Ha sido considerado como «el dibujante de mayor éxito de su época» y «uno de los grandes dibujantes de finales de siglo». Su firma más conocida —al margen de su apellido «Cilla»— fue el pseudónimo «Chiflatis». Las ilustraciones de Cilla en Madrid Cómico muchas veces eran acompañadas por un pequeño texto satírico obra de Sinesio Delgado, con quien Cilla afirmó en una entrevista que estuvo bastante ligada su vida. En sus caricaturas usó lo que alguno ha llamado modelo «quisquilla», estilo del que habría sido uno de los pioneros en el país, mediante el que representaba a personas con una cabeza de tamaño muy grande en comparación con el resto del cuerpo.
Falleció en Salamanca en 1937, hacia finales del mes de marzo.